# سفنية
السَفَّنِيَة (الاسم العلمي: Radula)، جنس من النباتات الكبدية، وهو الجنس الوحيد في فصيلة السفنيات.